# Erie, Illinois
Erie là một làng thuộc quận Whiteside, tiểu bang Illinois, Hoa Kỳ. Năm 2010, dân số của làng này là 1602 người.

## Dân số
Dân số qua các năm:
- Năm 2000: 1589 người.
- Năm 2010: 1602 người.